# Cassidini
The Cassidini are a tribe within the leaf bọ cánh cứng phân họ Hispinae. In past classifications, they have been placed thuộc phân họ (Cassidinae), known collectively as "tortoise beetles"; when it was recognized that this group was not monophyletic, it was split and the resulting tribes were incorporated into the Hispinae. The Cassidini comprises approximately 40 genera worldwide.

## Tên gọi
- Cassidini Gyllenhal, 1813
- Cassideae Gyllenhal, 1813: 434.
- Cassidini: Gressitt, 1952: 473
- Basiptites Chapuis, 1875: 379.
- Hybosites Chapuis, 1875: 380.
- Cassidites: Chapuis, 1875: 383.
- Chiridites Chapuis, 1875: 405.
- Coptocyclitae Spaeth, 1926: 7.
- Charidotitae Spaeth, 1942: 40.
- Charidotini: Hincks, 1952: 330; Seeno and Wilcox, 1982: 179.

## Hình ảnh

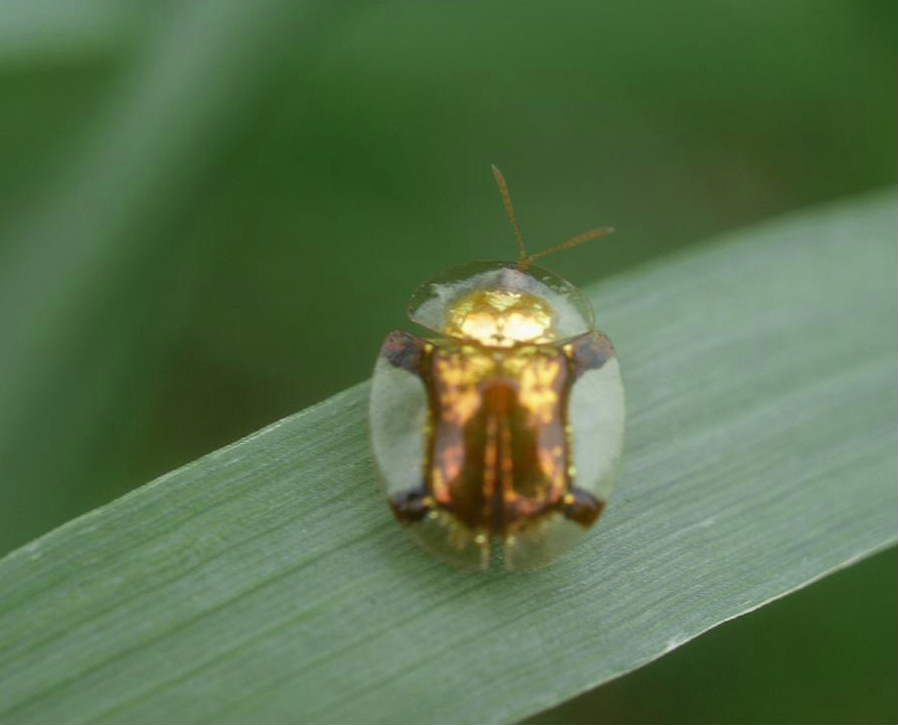
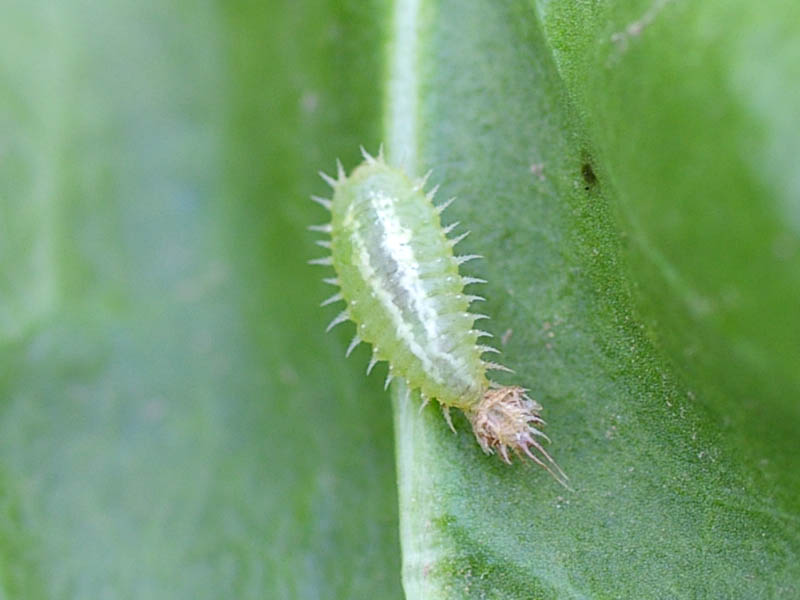
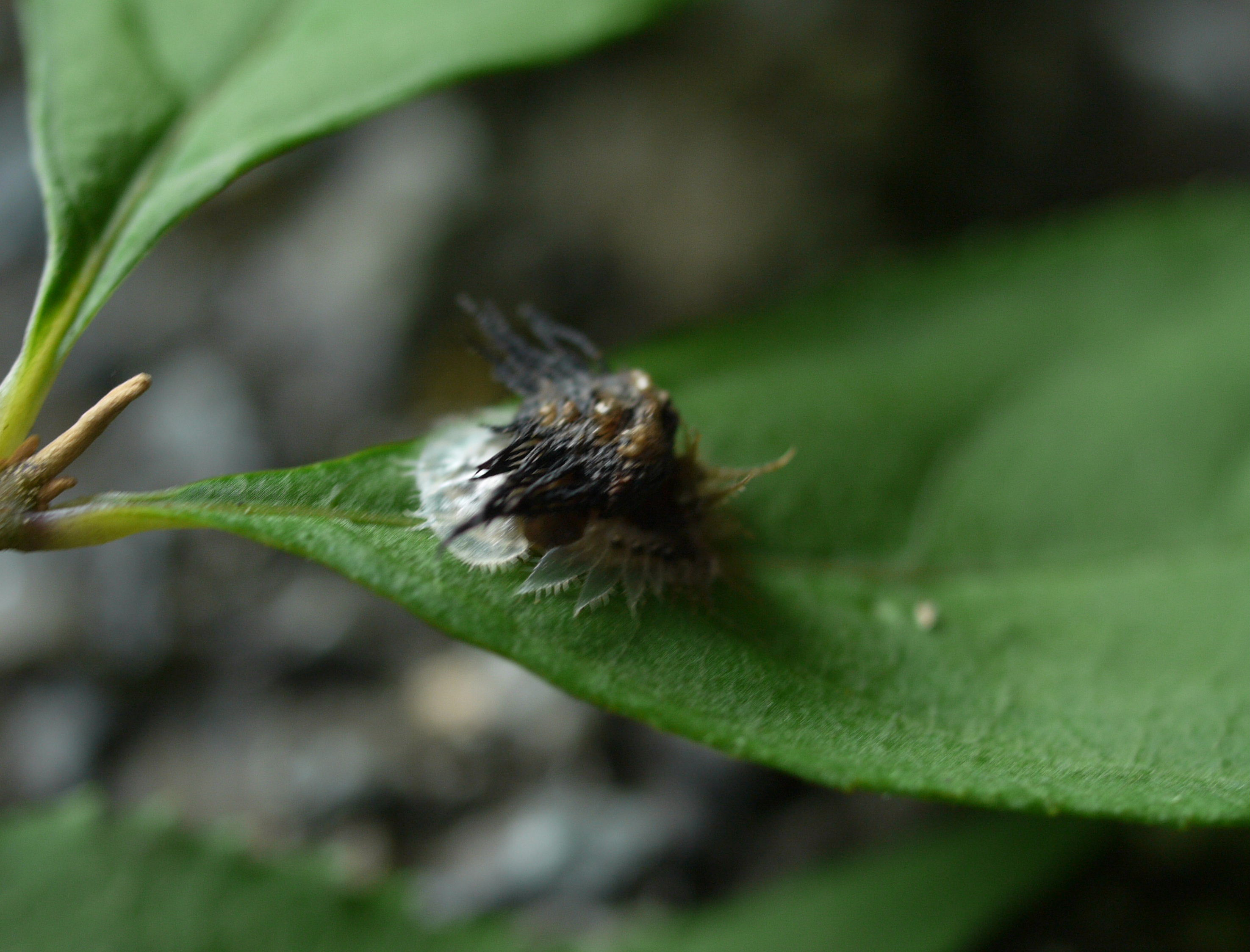